# Biostimulering
Biostimulanter är ett samlingsbegrepp för olika beståndsdelar och substanser som tillförs växter eller jord för att reglera och förbättra grödors fysiologiska processer och göra dem mer effektiva. Biostimulerande medel verkar fysiologiskt på växterna genom andra vägar än näringsämnen för att förbättra växtens livskraft, avkastning, kvalitet och lagringsegenskaper.
Biostimulerande medel främjar tillväxt och utveckling hos plantor under hela livscykeln från groning till avmognad på ett antal sätt, bland andra:
- Förbättrar effektiviteten hos växtens metabolism för att öka avkastning och kvalitet
- Ökar plantans tolerans och återhämtning från abiotiska/klimatiska påfrestningar
- Underlättar näringsämnens assimilattransport, translokation och nyttjandegrad
- Reglerar och förbättrar vätskebalansen i plantors celler
- Förbättrar kvalitetsegenskaper hos produkter t.ex. sockerhalt och färg.
- Förbättrar vissa fysikaliska/kemiska egenskaper hos jorden och främjar utvecklingen av jordmikroorganismer.